# Système d'analyse des risques et de maîtrise des points critiques

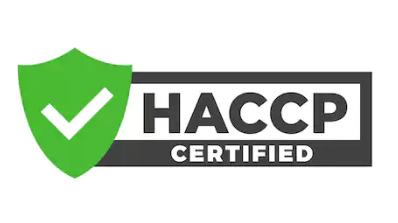
Le système d'analyse des risques et de maîtrise des points critiques.

Le système d'analyse des risques et de maîtrise des points critiques ou HACCP (ARMPC, en anglais HACCP pour Hazard Analysis and Critical Control Points), ou système d'analyse des dangers et maîtrise des points critiques selon la réglementation européenne, ou système d'analyse des dangers et points critiques pour leur maîtrise selon la normalisation française, est une méthode de maîtrise de la sécurité sanitaire des denrées alimentaires élaborée aux États-Unis par un laboratoire dépendant de la NASA avec le concours de l'entreprise Pillsbury dès 1959 dont l'objectif est la prévention, l'élimination ou la réduction à un niveau acceptable de tout danger biologique, physique, chimique et allergène. Pour ce faire, la démarche consiste en une analyse des dangers permettant la mise en place de points critiques où il est possible de les maîtriser.

## Historique
Élaboré par des experts grâce à une collaboration internationale au fil des ans, l'HACCP est un bon exemple de référentiel qui s'est développé à côté des États et des administrations réglementaires qui l'ont ensuite adopté.
De fait, cet outil est devenu un standard ou plus précisément une norme-concept, et non pas une norme au sens français du terme, est désormais imposé par les différents règlements des autorités européennes pour l'hygiène des aliments notamment par le règlement 178/2002. Le système HACCP avait été introduit dans l'Union européenne dès 1993 par la directive 93/43/CE relative à l'hygiène des denrées alimentaires. La norme ISO 22000 repose quant à elle en très grande partie sur le principe HACCP et en aborde toutes les étapes dans son déroulé.
Lorsqu'il a été conçu, le système HACCP concernait la fabrication de conserves (les aliments destinés aux astronautes). Il s'appliquait donc à des fabrications automatisées, surveillées par des capteurs fournissant des informations en temps réel. Le système est progressivement entré dans les législations en s'appliquant à toutes les branches de l'industrie agroalimentaire (IAA), aux entreprises de pointe comme aux artisans. Pourtant, il n'avait pas été conçu pour les procédés dans lesquels le travail manuel prévalait, ni pour les procédés dépourvus de capteurs surveillant les activités en continu. C'est pourquoi a été créée la norme ISO 22000, parue en 2005 et entièrement réorganisée pour sa seconde version parue en 2018. Cette norme introduisait deux nouveautés : le management des opérations dans l'esprit des normes ISO 9000, et la notion de programmes prérequis opérationnels (PRPO) qui désigne certaines mesures de maîtrise.
Du point de vue des autorités compétentes, le texte qui fait référence au plan international (notamment en cas de litige devant l'Organisation mondiale du commerce) est celui de la Commission du Codex Alimentarius (CAC). Cette dernière dépend de l'Organisation des Nations unies pour l'alimentation et l'agriculture (FAO) et de l'Organisation mondiale de la Santé (OMS). Le texte est élaboré par le Comité du Codex pour l'hygiène des aliments (CCFH pour Codex Committee on Food Hygiene). Sa première version date de 1993, il a été un peu révisé en 2003 et été entièrement réécrit à partir de 2014. Ce qui suit reflète la version adoptée en novembre 2019 lors d'une réunion du comité du Codex sur l'hygiène alimentaire et ayant donné lieu à la rédaction d'un avant-projet de révision des principes généraux d'hygiène alimentaire et de l'HACCP.
En France, l'intégration dans le droit des principes de l'HACCP ont été introduits dans la loi de modernisation de l'agriculture et de la pêche du 27 juillet 2010 et le décret du 24 juin 2011 relatif à l'obligation de formation en matière d'hygiène alimentaire de certains établissements de restauration commerciale.

## Définitions
Afin de bien comprendre les éléments de l'HACCP, il est nécessaire de connaître plusieurs termes. Ces définitions proviennent du Codex Alimentarius :
- Bonnes pratiques d'hygiène (BPH) : mesures fondamentales et conditions appliquées à toutes les étapes de la chaîne alimentaire pour fournir des aliments sûrs et salubres.
- Danger : agent biologique, physique, chimique présent dans un aliment ayant potentiellement un effet préjudiciable à la santé.
- Maîtriser : entreprendre toutes les actions nécessaires pour assurer et maintenir le respect de critères et procédures préétablies.
- Mesures de maîtrise : toute intervention ou activité à laquelle on peut avoir recours pour prévenir ou éliminer un danger ou pour le ramener à un niveau acceptable.
- Niveau acceptable : le niveau d'un danger dans un aliment auquel, ou en dessous duquel, l'aliment est considéré comme sûr eu égard à son usage attendu.
- Programme prérequis : programme incluant les bonnes pratiques d'hygiène, les bonnes pratiques agricoles et les bonnes pratiques de fabrication, ainsi que d'autres pratiques et procédures telles que la formation et la traçabilité, instaurant les conditions environnementales et opérationnelles de base qui constituent le socle de la mise en œuvre d'un système HACCP.
- Plan HACCP : documentation ou ensemble de documents, préparés en accord avec les principes HACCP, pour assurer la maîtrise des dangers significatifs dans l'entreprise alimentaire.
- Système HACCP : le développement et la mise en œuvre des procédures respectant ce plan.
- Analyse des dangers : le processus de collecte et d'évaluation des informations sur les dangers identifiés dans les matières premières et les autres ingrédients, dans l'environnement, dans le procédé ou dans l'aliment, et des conditions conduisant à leur présence, afin de décider si ce sont des dangers significatifs.
- Danger significatif : un danger identifié par l'analyse des dangers comme étant raisonnablement susceptible de survenir à un niveau inacceptable en l'absence de maîtrise, et dont la maîtrise est essentielle compte tenu de l'usage prévu pour l'aliment.
- Point critique pour la maîtrise (CCP Critical Control Point) : une étape où une ou plusieurs mesures de maîtrise, essentielles pour maîtriser un danger significatif, est ou sont appliquées dans un système HACCP.
- Limite critique : un critère, observable ou mesurable, relatif à une mesure de maîtrise à un CCP, qui distingue l'acceptabilité de l'inacceptabilité de l'aliment.
- Validation des mesures de maîtrise : obtention de la preuve qu'une mesure de maîtrise ou une combinaison de mesures de maîtrise, si elles sont bien mises en œuvre, sont capables de maîtriser le danger en respectant un objectif spécifié.
- Surveiller : réaliser une séquence planifiée d'observations ou de mesurages des paramètres qui permettent d'évaluer si une mesure de maîtrise est effective
- Vérification : application de méthodes, procédures, tests et autres évaluations, en plus de la surveillance, pour déterminer si une mesure de maîtrise a fonctionné comme prévu.

De plus, dans le domaine de la qualité, certaines définitions peuvent légèrement varier. En effet, selon la norme ISO 22000, il faut distinguer deux types de mesures de maîtrise appliquées à un danger significatif : les CCP et les PrPO. Il est cependant important de noter qu'il ne s'agit là que d'une question de définitions, l'ISO ayant souhaité affiner sa définition d'un CCP en la rendant plus stricte. Seul le mode de surveillance entre en jeu, mais le but est le même. Afin de clarifier un peu plus ce point, les définitions des PrPO et CCP dans le sens de la vision ISO 22000 sont présentées :
- Programme Prérequis Opérationnel (PrPO) : un PrPO est un point d’attention, il s’agit d’un contrôle, d’une action, plus globalement d'une mesure de maîtrise, dont le but est de prévenir l'apparition d'un danger significatif en ce qui concerne la sécurité d'une denrée alimentaire. Il s'agit de contrôles discrets, discontinus. Comme indiqué en chapitre 8.5.4.3 de la norme ISO 22000, « la méthode et la fréquence de surveillance doivent être proportionnées à la probabilité de défaillance et à la gravité des conséquences ». Cela signifie qu'à la suite de l'analyse des dangers HACCP, la fréquence et la méthode de surveillance seront déterminées afin de maîtriser au mieux le danger. C'est donc sur ce point qu'il diffère d'un CCP puisqu'il n'est pas demandé de détecter tout non-respect des limites critiques à temps, mais de conduire une réflexion afin de déterminer la fréquence optimale de surveillance.

Exemple : les analyses physico-chimiques à réception du blé utilisé dans la fabrication de farines utilisées ensuite pour produire divers produits alimentaires constituent un PrPO. Tout d'abord, dans le cas par exemple du danger de contamination chimique du blé, il faut noter qu'il n'y pas d'étapes de production ultérieures permettant de maîtriser ou réduire le danger : une contamination par des pesticides ou des métaux lourds sera toujours présente dans le produit fini si elle est présente dans la matière première (à moins qu'il y ait un effet de dilution ou autre qui sera omis dans le cas de cet exemple par souci de clarté). De ce fait, une réflexion quant à savoir s'il s'agira de faire face à un PrPO ou un CCP devra être faite. De plus, à la suite de l'analyse des dangers, il est très probable que la fréquence déterminée d'apparition d'un tel danger soit faible (il est plutôt rare d'avoir des contaminations du blé par des métaux lourds ou produits phytosanitaires au-delà des limites réglementaires ). Enfin, il semble impossible ou bien extrêmement complexe et coûteux de contrôler la totalité d'une réception de blé (bateau, péniche, camion) de façon continue, sur tous les produits/lots et avec détection immédiate : en effet de telles analyses nécessitent la plupart du temps l'envoi d'échantillons à des laboratoires externes et la quantité de blé réceptionnée est importante (des dizaines de tonnes voire centaines pour un bateau). C'est parce que ces trois points soulignés ne sont pas réunis qu'il ne s'agit pas d'un CCP. Toujours selon la vision ISO 22000, des mesures de maîtrise permettant de prévenir l'apparition du danger devront tout de même être déterminées. Cela pourra par exemple se manifester par la présence dans le plan de contrôle du service qualité d'analyses à réception du blé tous les mois, ou toutes les semaines. Il en va de même pour les analyses de l'eau de forage (issue donc des propres puits de l'entreprise) utilisée dans le processus de fabrication des produits alimentaires d'une usine : des contrôles seront faits à fréquence définie, mais il n'est pas possible de surveiller en continu tous les paramètres requis par la réglementation (bactéries, paramètres physico-chimiques, résidus de métaux lourds, etc.).
- Critical Control Point (CCP) : un point de maîtrise critique est une étape du processus qui permet de supprimer ou ramener à un niveau acceptable un danger. Il doit être défini par ses limites critiques, sa mesure de surveillance et des actions en cas de perte de maîtrise. Comme indiqué en chapitre 8.5.4.3 de la norme ISO 22000, « la méthode et la fréquence de surveillance doivent permettre de détecter à temps tout non-respect des limites critiques ». C'est ainsi que sur le terrain, les CCP sont surveillés en continu, sur tout le lot / tous les produits et que toute dérive par rapport aux limites critiques sera immédiatement détectée et donnera lieu à la mise en place d'action (curatives sur le ou les produits non conformes et correctives afin que cela ne se reproduise plus). Ces trois points soulignés réunis pour le même danger font qu'il s'agira d'un CCP et non d'un PrPO (un PrPO ne répond pas à ces trois critères en même temps, mais bien souvent à zéro, un et très rarement deux).

Exemple : la détection métallique est un CCP, en effet, après cette étape, plus aucun moyen de maîtrise n'existe afin d'éliminer (ou ramener à un niveau acceptable) le danger. De plus, le contrôle est réalisé en continu, sur tous les produits, et tout non-respect des limites critiques (détection d'un corps étranger métallique) est détecté immédiatement. La pasteurisation est un autre exemple, elle permet de ramener à un niveau acceptable le danger microbiologique, et plus aucun moyen n'existe ensuite pour y parvenir, elle porte sur tous les produits, et tout non-respect du couple temps/température doit être détecté immédiatement.
Afin de relier les définitions du Codex Alimentarius et de la norme ISO 22000, mais également de mieux comprendre la vision du Codex Alimentarius dans sa nouvelle version, ainsi que cette distinction CCP/PrPO qui est faite par l'ISO, le texte suivant a été extrait d'un avis de l'Agence nationale de sécurité sanitaire (Anses) (y sont soulignées les différences majeures entre Codex et ISO 22000) :
Dans les Principes généraux d’hygiène des aliments du Codex Alimentarius, les CCP sont par définition les étapes où sont appliquées les mesures de maîtrise des dangers significatifs, quel que soit leur mode de surveillance. De même, dans le vade-mecum général de la DGAL, les points déterminants regroupent tous les types de mesures de maîtrise des dangers significatifs (DGAL 2017).
On distingue deux types de mesures de maîtrise des dangers significatifs :
1. Celles dont la surveillance se fait au moyen de grandeurs mesurables, et d’une ou plusieurs limites critiques pour ces grandeurs. En cas de non-respect des limites critiques, détecté en temps réel, le produit est automatiquement considéré comme potentiellement préjudiciable à la santé. Selon ISO 22000, seules les mesures de maîtrise de ce type sont appliquées à des CCP ;
2. Celles pour la surveillance desquelles on ne dispose pas d’une grandeur mesurable mais seulement d’une consigne d’action ou d’une observation, ou bien on dispose d’une grandeur mesurable mais on ne peut pas la surveiller en continu, ou bien on ne peut pas surveiller chaque lot en cas de fabrication par lot. En cas de non-respect, une décision doit être prise au cas par cas pour déterminer si le lot ou une partie du lot est potentiellement préjudiciable à la santé. Selon ISO 22000, les mesures de maîtrise de ce type ne sont pas appliquées à des CCP et on les nomme Programmes prérequis opérationnel (PrPO).

Le degré de gravité des conséquences pour la santé dicte le choix et l’intensité des mesures de maîtrise des dangers significatifs. Le choix de classer une mesure de maîtrise spécifique en CCP ou PrPO n’est dicté que par le mode de surveillance, pas par le degré de gravité des conséquences pour la santé : cela est clarifié dans ISO 22000:2018.
Une dernière définition peut être utile afin de connaître les principaux termes utilisés :
PrP (programme prérequis) : il s'agit de bonnes pratiques, d'activités de base nécessaires afin de conserver la sécurité alimentaire des produits. Avant de procéder à l'analyse HACCP elle-même, il faut mettre en place et développer un plan de bonnes pratiques d'hygiène (BPH) relatif au secteur alimentaire concerné en conformité avec les textes réglementaires européens selon le « Paquet Hygiène », et en utilisant les « Guides de bonnes pratique d d'hygiène et d'application des principes HACCP » rédigés par les professionnels. Dans la norme ISO 22000, les BPH sont appelées « PrP », programmes prérequis. On peut souvent voir les BPH illustrées comme les racines d'un arbre dont les branches sont les principes de l'HACCP. Les bonnes pratiques (ou PrP) sont bien souvent retranscrites en grande partie en entreprise sous la forme d'une charte qualité (ou charte hygiène).
Remarque : il peut être parfois débattu du classement ou non de la détection métallique comme CCP, car la surveillance du bon fonctionnement de la machine n'est pas continue contrairement à un pasteurisateur qui surveille en continu la température appliquée et alerte en cas de défaillance. Cependant, si l'on pousse la réflexion plus loin, il n'existe pas de surveillance en continu du bon fonctionnement du capteur mesurant la température. Finalement, ce sont bien tous les produits qui vont passer par l’étape en question et c’est ce qui en fait un CCP. La question de la défaillance du détecteur ou du capteur pose toutefois le sujet très important du contrôle des outils de mesure et de la métrologie. Il est ainsi primordial de contrôler le plus possible le bon fonctionnement du détecteur de métaux (autocontrôle par les employés via des témoins par exemple) mais également de réaliser une vérification des outils de mesure par une société extérieure (tout ceci fait généralement partie de la procédure de métrologie de l'entreprise).

## Nouveautés de 2019 du Codex Alimentarius
Sur le plan formel, le système HACCP n'est plus décrit dans une annexe : il fait maintenant l'objet du deuxième chapitre du document intitulé "Principes généraux d'hygiène des aliments : bonnes pratiques d'hygiène (BPH) et système Analyse des dangers et points critiques pour leur maîtrise".
Le texte insiste d'abord sur le fait que dans la plupart des entreprises du secteur alimentaire (ESA), on obtient des aliments sûrs (non préjudiciables à la santé) et salubres (acceptables pour la consommation) avec la simple application des bonnes pratiques d'hygiène. Pour ce qui concerne plus particulièrement l'innocuité des aliments (leur sécurité sanitaire), il est nécessaire que les ESA soient conscientes des dangers et de leurs conséquences pour la santé des consommateurs. Toutefois, il est admis que la plupart des ESA ne sont pas en mesure de faire une analyse des dangers par elles-mêmes. Il leur appartient donc de mettre en œuvre les recommandations émises par les autorités compétentes, les associations professionnelles ou des experts externes à l'entreprise, après les avoir adaptées au cas particulier de leur ESA.
Dans les cas où l'application des BPH se révèle insuffisante pour maîtriser les dangers, il peut être recommandé de porter une attention particulière à certaines BPH. Si ces BPH demandant une attention particulière ne suffisent pas, l'application des principes HACCP devient nécessaire. Selon les cas/les pays, la décision de mettre en œuvre les principes HACCP incombe à l'ESA ou aux autorités compétentes. On notera que l'expression "mesure de maîtrise" désigne aussi bien les BPH (ce sont des mesures de maîtrise génériques, ne visant pas un danger en particulier) que les mesures de maîtrises appliquées aux CCP (ce sont des mesures de maîtrise spécifiques, contre un danger identifié comme étant significatif).
Toutes les mesures de maîtrise essentielles contre les dangers significatifs sont appliquées à des CCP ; quelle que soit la façon dont leur application est surveillée, que la limite critique de la mesure de maîtrise soit mesurable ou observable, qu'elle soit surveillée en continu ou pas. Ce que la norme ISO 22000 appelle PRPO est, du point de vue du Codex, une mesure de maîtrise appliquée à un CCP. Cela découle tout simplement de la définition du CCP : s'il est essentiel qu'un danger soit maîtrisé, cela se fait à une étape critique pour la maîtrise, que l'on nomme CCP.
La norme utilise avec rigueur les concepts de validation, surveillance et vérification.
Une section est consacrée aux allergènes (selon les législations, les allergènes sont considérés soit comme des dangers chimiques, soit comme des dangers biologiques).
Les notions de rappel et de retrait ne sont pas comprises universellement comme elles le sont en Europe. Le texte distingue donc clairement ce qui concerne les produits non encore commercialisés de ceux qui le sont déjà.
De nombreux exemples sont utilisés de façon à rendre le texte aussi concret que possible.
La norme ne comporte pas d'arbre de décision pour déterminer si l'étape où une mesure de maîtrise s'applique est un CCP, mais un tableau facile à renseigner.

## Sept principes du système HACCP

Les sept principes du système HACCP

Les modifications par rapport à la version de 2003 sont indiquées en italiques :
Principe 1 - Faire une analyse des dangers et identifier les mesures de maîtrise.
Principe 2 - Déterminer les points critiques pour la maîtrise (CCP).
Principe 3 - Établir des limites critiques validées.
Principe 4 - Établir un système pour surveiller la maîtrise aux CCP.
Principe 5 - Établir les actions correctives à entreprendre lorsque la surveillance indique qu'un écart par rapport à une limite critique à un CCP s'est produit.
Principe 6 - Valider le plan HACCP puis établir les procédures de vérification pour confirmer que le système HACCP fonctionne comme attendu.
Principe 7 - Établir une documentation concernant toutes les procédures et tous les enregistrements appropriés à ces principes et à leur application.

## Conditions préalables de mise en place
La mise en place de l'HACCP doit être préparée.
Tout d'abord, la direction doit s'engager et fixer des objectifs à atteindre. Il s'agit de transmettre sa politique en matière de sécurité des aliments à l'ensemble du personnel de l'entreprise.
Une norme française parue en août 2008 NF V01-006 expose et explique la place de l'HACCP et l'application de ses principes au sein d'un système de management de la sécurité des aliments. Elle est destinée aux professionnels de la chaîne alimentaire, notamment les très petites entreprises (TPE) et les petites et les moyennes entreprises (PME).
Il est également essentiel de savoir que l'étude HACCP n'est pas quelque chose de figé, en effet, celle-ci doit être vue comme quelque chose de vivant, et toute modification dans les matières premières, le matériel, les procédés de fabrication doivent conduire à une révision de l'étude HACCP de l'entreprise.
Cinq étapes sont essentielles avant de commencer l'analyse des dangers (Principe 1) et doivent faire partie intégrante de l'étude HACCP d'une entreprise (il s'agit là de données essentielles qui seront vérifiées lors d'un audit de certification par exemple). À noter que la norme ISO 22000 détaille ces différents points :
1. La création d'une équipe HACCP qui doit être pluridisciplinaire et compétente afin de prendre en compte tous les aspects de la fabrication et bénéficier de retours d'expérience ;
2. La description documentée du produit, à savoir sa composition, ses caractéristiques sanitaires, physico-chimiques requis (que ce soit via un cahier des charges ou via la réglementation), son conditionnement (étui carton, sachet souple, barquette, etc.), ses conditions de stockage et de conservation, les traitements subis surtout s'ils ont un lien avec la sécurité sanitaire ou encore les allergènes (parmi les quatorze allergènes majeurs à déclaration obligatoire) ;
3. L'identification de l'utilisation attendue, mais également erronée du produit, à savoir ses instructions d'utilisation, la population ciblée, la population à risque (notamment en ce qui concerne les allergies), mais également toutes les utilisations inappropriées/non-désirées du produit (par exemple : consommation d'un produit cru, mauvaise cuisson) ;
4. Établir les diagrammes des opérations. Il s'agit là de décrire toutes les opérations intervenant dans la production d'un produit. Il ne s'agit donc pas simplement du diagramme de fabrication partant des matières premières et arrivant au produit fini, mais également de tout ce qui se déroule en parallèle ou en amont, comme la réception et le stockage des fournitures, le forage et le traitement de l'eau, la filtration de l'air, le devenir des coproduits et des déchets ;
5. La vérification des diagrammes sur place. Cette étape est essentielle afin de s'assurer que rien n'a été oublié dans les diagrammes et doit être faite en concertation avec les équipes (chefs d'équipe, opérateurs…). En effet, ce sont les différentes étapes apparaissant dans ceux-ci qui serviront de base à l'analyse des dangers. Chaque étape servira de point d'entrée à l'évaluation des différents dangers qui lui sont liés.

## Risque de confusion
L'HACCP n'est pas une élimination de tout danger, une application du risque zéro ou du principe de précaution.
Il s'agit de la maîtrise des dangers identifiés si possible dès la source par la prévention en s'appuyant sur des CCP. Il ne s'agit donc pas de faire de l'hygiène partout et pour tout, mais de s'appuyer sur des points critiques où des mesures de maîtrise sont appliquées. À l'instar des systèmes qualité, il est habituel de voir les responsables qualité avoir la gestion de l'HACCP. En fait, l'HACCP doit être avant tout la préoccupation de la production. De nombreuses entreprises ont généralement une documentation bien faite, mais qu'en est-il sur le terrain ? En effet, sur le terrain, on observe les pratiques, les us et les coutumes de la production, et souvent l'on constate que les pratiques actuelles de la production ne sont pas tout à fait en accord avec les procédures préétablies. Les BPH sont bien les préalables (un prérequis) indispensables à l'HACCP.

## Coût
Les textes européens, de plus en plus stricts sur l'hygiène des denrées alimentaires, imposent des frais que de nombreux petits producteurs sont incapables d'assumer. Consciente de cet aspect, l'Union européenne a révisé certains points du règlement 852/CE dont l'HACCP en raison du coût élevé de sa mise en œuvre pour les PME. Les fondamentaux de l'hygiène seraient sans doute suffisants pour certaines de ces entreprises.

« Une norme d'hygiène utilisée pour transporter sans danger des produits sur toute la planète et jusque sur la Lune est-elle applicable à un petit producteur qui vend du fromage sur un marché local ? ». Pour cela, depuis le premier janvier 2006, la notion de dérogation d'agrément est entérinée sur le plan européen, car on prend en compte désormais l’activité « marginale, localisée et restreinte ».
En France, la formation aux règles de l'HACCP intégrée dans le droit français d'un salarié de la restauration collective dure au minimum 14 heures pour un coût estimé entre 200 et 450 euros.